# Egger Dávid
Egger Dávid (19. század) ötvös.
Az 1870-1880-as években a legkiválóbb ötvösművészek egyike, aki az Egger testvérek aranyműves és régiségkereskedő cég budapesti főnöke volt. 1880-ban Stefánia főhercegnő részére ő készítette el Budapest főváros nászajándékát, mely egy magyaros stílusban tervezett teljes ékszerkészletből állott. Felülmúlhatatlan ügyességgel utánozta a régi zománcok minden faját, de működését félbehagyta, mielőtt gazdag tapasztalatait a modern zománc terén felhasználhatta volna. A magyar főpapok közül különösen Ipolyi Arnold püspök foglalkoztatta. Az Egger-műhelyből való az Iparművészeti Múzeumban egy szenteltvíz-tartó aranyzománc dísszel.